# Mustjõe (przystanek kolejowy)
Mustjõe – przystanek kolejowy na linii kolejowej Tallinn – Narwa, znajdujący się w miejscowości Mustjõe w prowincji Harjumaa w Estonii.
W Mustjõe zatrzymują się jedynie podmiejskie pociągi Eesti Liinirongid w relacji Tallinn – Aegviidu.
Kolejna stacja w kierunku Tallinna to Lahinguvälja, zaś w stronę Narwy – Aegviidu.